# Анжи-Юниор
«Анжи-Юниор» — бывший российский футбольный клуб из Зеленодольска, Татарстан, являвшийся фарм-клубом махачкалинского «Анжи», в сезоне 2017/18 выступал в группе «Урал-Приволжье» ПФЛ.

## История
Идея создания команды зародилась у исполнительного директора «Анжи» Эльдара Исаева зимой 2016/17. Владелец «Анжи» Осман Кадиев в начале марта 2017 посетил Татарстан и при поддержке мэра Зеленодольска договорился, что команда будет базировать там, а в качестве собственной школы будет заявлена Зеленодольская футбольная ДЮСШ. Президентом «Анжи-Юниора» стал Константин Тарасов, помощником — Тимур Байрамов. На должность главного тренера был приглашён Сергей Герасимец, помощником — Дмитрий Тимофеев, тренером по работе с вратарями — Евгений Кранатов. После трёх туров главным тренером команды стал другой белорусский специалист — Юрий Свирков.
Ранее в Санкт-Петербурге на основе школы «Юниор» и других местных спортивных школ был создан клуб «Юниор», принимавший участие в 2016 году в первенстве России среди команд третьего дивизиона в зоне «Северо-Запад» (где занял второе место), и тренировал который первый тренер «Анжи-Юниора» Сергей Герасимец.
29 марта 2018 на заседании бюро исполкома РФС было приняло решение об исключении клуба из состава участников ПФЛ.